# Аль-Саби, Хуссейн
Хуссейн Тахир аль-Саби (араб. حسين طاهر السبع‎; 14 ноября 1979, Эль-Катиф) — бывший саудовский легкоатлет, специализировавшийся в прыжках в длину. Трёхкратный чемпион Азии, участник двух Олимпийских игр.

## Карьера
Хуссейн аль-Саби родился в спортивной семье. Его отец и один из братьев играли в футбол, два других брата занимались лёгкой атлетикой. Первоначально Хуссейн занимался футболом, но потом по совету брата Тафика занялся лёгкой атлетикой. В начале своей карьеры он пробовал выступать в нескольких дисциплинах: в прыжках в высоту, беге на 400 метров и на 110 метров с барьерами. Но в дальнейшем аль-Саби выбрал прыжки в длину и в 1996 году установил новый юниорский национальный рекорд, прыгнув на 7.25 м.
В 1998 году Хуссейн завоевал первую медаль, став третьим на чемпионате стран Персидского залива. В том же году он должен был выступить на молодёжном чемпионате мира, но из-за проблем с паспортом не смог выехать во Францию.
В 1999 году аль-Саби впервые в карьере преодолеть восьмиметровую отметку и отправился на чемпионат мира в Севилью. Там он с пряжком на 8.06 преодолел квалификацию, но в финале прыгнул только 7.62 и занял последнее, 12-е место.
На чемпионате Азии 2000 года в Джакарте саудовский прыгун завоевал первое в карьере золото и в том же году принял участие в сиднейской Олимпиаде. Там он не смог преодолеть квалификационный барьер и с результатом 7.94 расположился на 18-м месте.
В 2002 и 2003 годах аль-Саби выигрывал чемпионаты Азии, на чемпионате мира 2003 года в Париже показал пятый результат. В начале олимпийского сезона он был обладателем второго результата сезона в мире, но провалил внутренний допинг-тест и был отстранён от международных соревнований, пропустив Игры в Афинах. Лишь в конце 2005 года Хуссейн вернулся в состав национальной команды.
На чемпионате мира 207 года в японской Осаке аль-Саби стал одиннадцатым. На Олимпиаде в Пекине он с результатом 8.04 преодолел квалификацию, но в финале выступил неудачно: в первой попытке прыгнул на 7.80, а в двух остальных попытках совершил заступ. В итоге аль-Саби смог опередить только грека Цатумаса, который не совершил в финале ни одной зачётной попытки.
Последним крупным успехом в карьере Хуссейна аль-Саби стала «бронза» на Азиатских играх в Гуанчжоу.